# Cranachstraße 15 (Weimar)

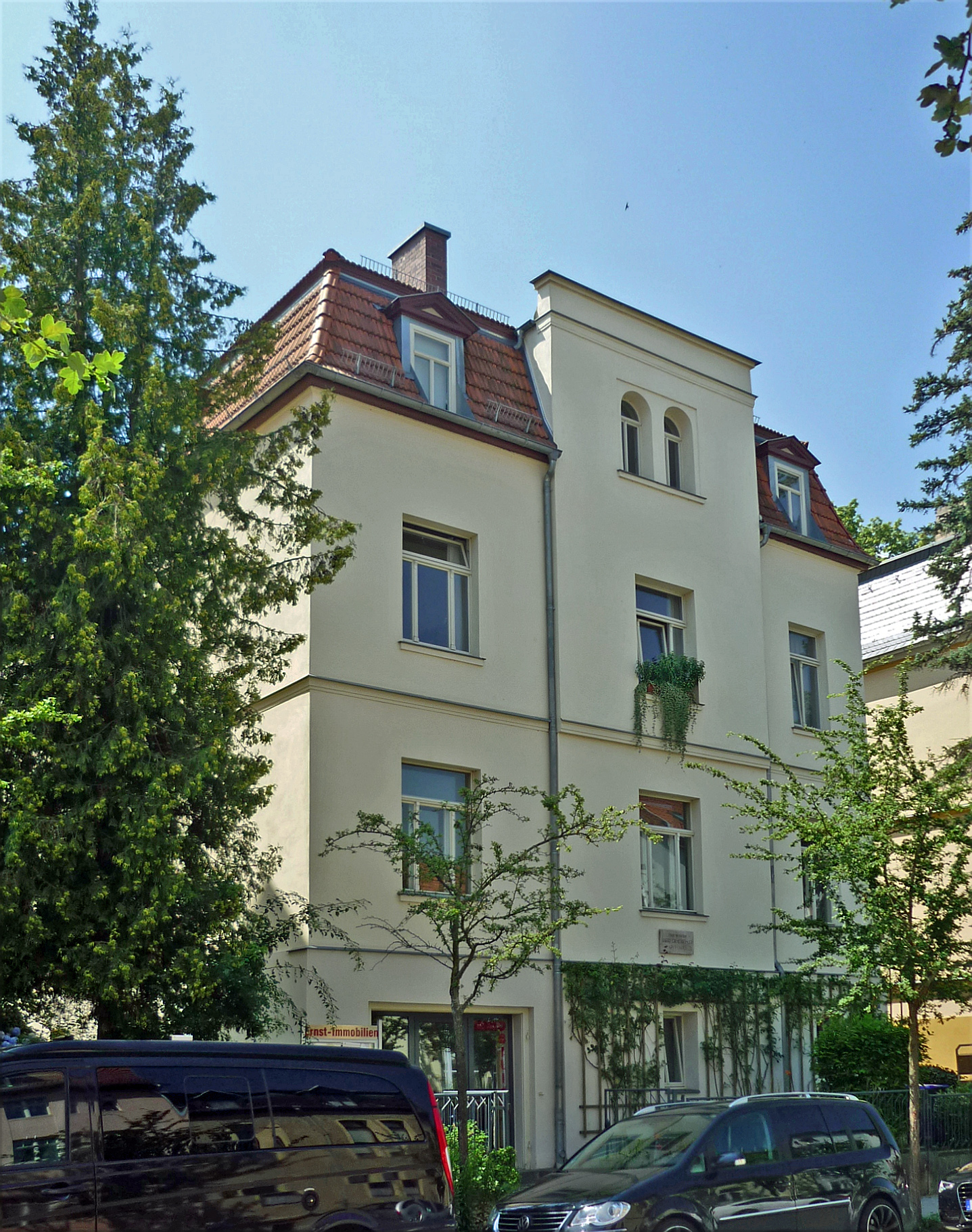
Cranachstraße 15

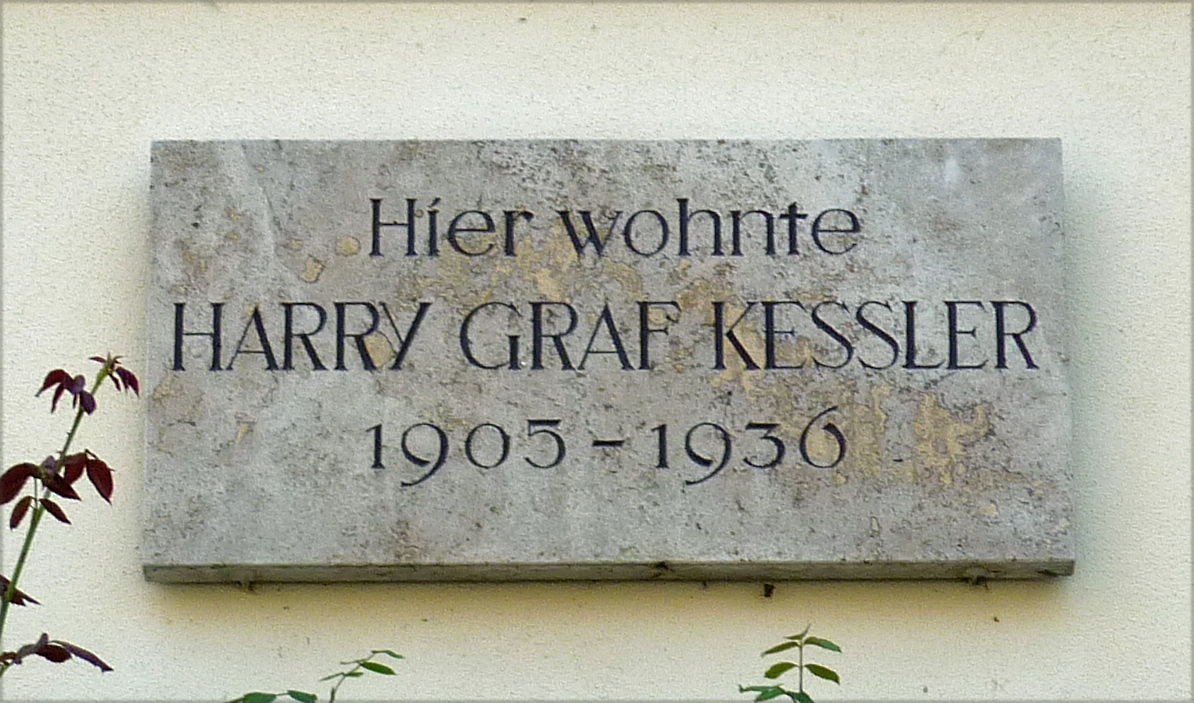
Gedenktafel für Harry Graf Kessler

Das mehrgeschossige Wohngebäude Cranachstraße 15 wurde 1903 errichtet und ist dem Jugendstil zuzurechnen.

## Geschichte
Das Gebäude besaß einer alten Aufnahme zufolge 1906 noch einen Ziergiebel, der in den 1960er Jahren durch eine glatte Fassade ersetzt wurde. Dadurch verschwand auch die gesamte Fassadendekoration bei der Sanierung. Das 1901/02 entstandene Gebäude wurde von dem Bauunternehmer Max Hickethier nach eigenem Entwurf errichtet. Das Gebäude besitzt einen Mittelrisaliten. 
Einer der Bewohner war der Bauherr war Harry Graf Kessler, an den eine Gedenktafel erinnert. Er hatte diese Villa 1903 erworben. Hier hatte er zusammen mit Henry van de Velde den Kampf für ein Neues Weimar geführt. Van de Velde bzw. Hugo Westberg entwarfen wohl auch für ihn das Mobiliar, das bei Hermann Scheidemantel gebaut wurde. So jedenfalls ist es für das Erdgeschoss in der Villa Silberblick, dem Nietzsche-Archiv der Fall. Die Wohnung in Berlin behielt Kessler aber.
Das Gebäude steht auf der Liste der Kulturdenkmale in Weimar (Einzeldenkmale).